# Autodefensas Campesinas de Casanare
Las Autodefensas Campesinas del Casanare (ACC) fueron un grupo paramilitar regional colombiano. Se constituyeron en la década de los 70 al mando de Héctor José Buitrago Rodríguez, la familia Feliciano y Jaime Matiz Benítez, considerado por muchos como uno de los grandes jefes políticos de la organización. También se les conoce como "Los Buitragueños", por la influencia de la familia Buitrago en los asuntos del grupo.

## Historia
Las Autodefensas Campesinas del Casanare (ACC) fueron fundadas por el empresario del Meta Héctor Buitrago, de 40 años en ese entonces, en 1979. En sus inicios se dedicaron al despojo de tierras, al narcotráfico y la extorsión, esto como su principal fuente para autofinanciarse, más adelante este grupo uso otras técnicas de financiamiento como las regalías petroleras y el domino de hectáreas de tierras.

### La era de "Martín Llanos"
Tras la captura de Héctor Buitrago en 1997, acusado de una masacre en San Carlos de Guaroa (Meta), su hijo Héctor Germán, conocido como ‘Martín Llanos’, y Nelson Orlando alias ‘Caballo’, tomaron control sobre la organización de su padre. Un tiempo después iniciaron una guerra con los antiguos socios de su padre, los Feliciano, debido a que esta familia hizo un acuerdo con la justicia para salirse del  proyecto paramilitar. ‘Martín Llanos’ entendió este paso como una traición a su padre y les declaró la guerra.
En el año 2000, las ACC consolidaron su poder político, luego de eliminar a casi la totalidad de la familia Feliciano, a través del apoyo a campañas electorales como la de William Pérez, gobernador de Casanare desde 2001 hasta 2003, y actualmente inhabilitado por 20 años para ejercer cargos públicos precisamente por esta alianza.
En el abismo de La Buenavista (provincia de Lengupá), las Autodefensas Campesinas del Casanare desaparecieron a al menos 600 personas.

### Conflicto con las AUC
Las ACC no entraron a las Autodefensas Unidas de Colombia, una especie de grupo federado que buscó avalar a todos los grupos paramilitares del país creada por los hermanos Castaño en 1997, pues consideraban que era un proyecto del narcotráfico. Esta reticencia terminó en una guerra sangrienta con un aliado de las AUC, Miguel Arroyave quien había comprado su entrada a la región.
Entre 2003 y 2004 se desató de manera muy cruenta el conflicto entre las ACC con el Bloque Centauros de Arroyave por el control del departamento de Casanare. La idea de las AUC (Autodefensas Unidas de Colombia) era derrotar a ‘Martín Llanos’ y controlar además del territorio, las rutas del narcotráfico. Dos bandos paramilitares, creados para combatir la guerrilla, se mataron entre sí por el control del narcotráfico, las regalías petroleras y miles de hectáreas de tierras en el Casanare. Su cruenta guerra, de la que aún muy poco se sabe, dejó más de dos mil víctimas en apenas unos meses entre 2003 y 2004.
Sin embargo, los habitantes del llano casanareño fueron testigos de una matanza que quedará registrada en la historia reciente del conflicto armado, en la que murieron asesinados menores de edad, civiles y cientos de paramilitares que se enfrentaron entre sí.
Algunas versiones apuntan a asegurar que el Bloque Vencedores de Arauca (otro aliado de las AUC) llegó por el norte para apoyar a las tropas de Miguel Arroyave, mientras que las fuerzas de alias ‘Guillermo Torres’ (autodefensas autóctonas del corte de ‘Llanos’) entraban por el sur y hacían sus primeras apariciones en municipios como Maní. También dicen en la región que tropas al mando de alias ‘Macaco’ (aliado de las AUC) empezaron a entrar por el occidente para cercar las tropas de ‘Martín Llanos’.
'Martín Llanos' alcanzó a pensar la posibilidad de desmovilizarse. No obstante, Luis Eduardo Linares conocido como ‘HK’, mando militar de las ACC asesinado en diciembre de 2005, fue el gran impedimento para la desmovilización puesto que sus deudas con la justicia lo llevaron a pensar que era imposible desmovilizarse.
Actualmente la organización gestiona ingresar al programa de justicia especial JEP.

## Acciones
A lo largo de su historia se le responsabiliza a esta organización de cometer varios delitos entre ellos,el narcotráfico, el secuestro, el despojo de tierras y la extorsión a funcionarios públicos, empresas, políticos y ciudadanos. "Martín Llanos aceptaría años después la participación del grupo en la Masacre de Mapiripán.en julio de 1997, así como la Masacre de la comisión judicial de San Carlos de Guaroa en noviembre del mismo año. También serían responsables de la Masacre del Páramo de La Sarna en 2001,además del secuestro y Desaparición forzada de cuatro campesinos en Fusagasugá en 2002, el cual cometieron por un supuesto encargo del famoso ciclista Lucho Herrera.